# Коча Анђелковић
Корун Коча Анђелковић (Пањевац код Јагодине, 1755 — Текија, новембар 1788) био је вођа српских добровољаца у Аустријско-турском рату (1788—1791). Основао је и управљао такозваном Кочином крајином.
Био је трговац стоком, имућан човек, али је у трговини доста изгубио. Пола године пред избијање рата пребегао је с породицом у Ковин на Дунаву, где је пред почетак рата ступио у добровољце фрајкора Јована Брановачког и суделовао у обе припремане аустријске експедиције против Београда (1787. и 1788).
Објавом рата Аустрије Турској, 9. фебруара 1787. године, царском
прокламацијом, позива се српски народ на борбу против Турака. По објави рата Коча прелази у Србију и, као главни организатор, покреће српски народ на побуну уз помоћ јагодинског проте Јована Миловића. Покупио је нешто добровољаца, чији се број стално увећавао и с њима водио четничке борбе против Турака, већином у Поморављу. Организовао је чете јагодинске, крагујевачке и смедеревске нахије.
Успешне акције на српској територији устаници су имали заузимањем Пожаревца, ослобађањем Хасан-пашине Паланке, Баточине, Багрдана и Крагујевца. Кочин одред је убрзо нарастао до 500 бораца, а његове акције су биле усмерене на ометање пролаза Цариградским друмом.
Познато је да је извршио три велика препада на турске транспорте у Багрданском теснацу у марту и априлу 1788. Код Багрдана, 7. и 14. марта исте године, потучени су турски одреди што је за последицу имало повећање броја Кочиних устаника на 1500 људи. Устаници од 17. марта безуспешно опседају Јагодину током три дана, а одатле су били принуђени на повлачење у манастир Јошаницу, где се налазило седиште главног логора Кочиних добровољаца. Кочин брат Петар дејствовао је у исто време на десној
обали реке Мораве, а седиште војног логора му је било у манастиру Раваници.
За успешно ратовање и потпуно прекидање везе између Ниша и Београда, аустријски цар Јосиф II доделио је Кочи чин капетана и одликовао га златном медаљом за храброст. После шест месеци борби с Турцима, услед изостајања помоћи аустријске команде морао се јуна месеца повући у Банат. Тада је ушао у састав српско-банатског фрајкора и као командир чете наставио ратовање, где је у сукобу код Брзаске 7. септембра 1788. био заробљен од Турака. Одведен је у Текију и тамо страшно мучен и на крају набијен на колац у страшним мукама издахнуо, заједно са тридесет својих сабораца.
Након његове смрти вођство над Крајином преузео је фрајкорски командант Јован Брановачки.

## Биографија
Рођен је око 1755. године у моравском селу Пањевцу (данас Кочино Село, општина Јагодина), у које се његов отац, Анђелко Петровић, доселио бежећи пред турским зулумом из Призренског пашалука. Кочино право име било је Корун, а на неким документима се потписивао и као Коста. Његова жена била је сестра ресавског кнеза Петра из Гложана.
Био је трговац стоком, имућан човек, при трговини је често прелазио из Београдског пашалука у Хабзбуршку монархију Аустрије . Пола године пред избијање рата пребегао је с породицом у Ковин на Дунаву. У Аустрији се у то време стварају српски добровољачки одреди, српски фрајкори под командом мајора Михаљевића. Пред почетак рата ступио са братом Петром у добровољце у чети Радича Петровића где су учествовали у обе припремане аустријске експедиције против Београда (1787. и 1788).
Пре Аустријско-турског рата до 1788. био је угледан („главни”) сточни трговац и имао
везе са српским трговцима у Аустрији. Са братом Петром пребегао је јула 1787. због
турског терора са породицом у Ковин у Банату, где је добио празну ерарску кућу и
земљу. Има индиција да је био члан трочлане народне депутације која је те године ишла
у Беч цару Јосифу II да га моли да српски народ избави из ропства под Турцима.

### Кочина крајина
Не зна
се тачно кад се укључио у фрајкор мајора Михајла Михаљевића у Срему, али је сигурно
учествовао у покушајима заузимања Београда пре почетка рата с Турцима 9. II 1788. Кад
је рат избио, вратио се из Срема у Банат и ставио под команду царско-граничарског
официра Јована Брановачког. Одмах после преласка у Србију одвојио се од њега и
задржао у Србији да би растурао царски проглас и прикупљао добровољце за борбу
против Турака. Тако је почело његово мање-више посебно четовање које је у првој фази
аустро-турског рата било највиши отпор против Турака. Чим је скупио четрдесетак
људи, напао је 11. фебруара Пожаревац, из кога су уплашени Турци побегли у Ниш, а
они из Колара у Смедерево. Потом је протерао Турке и из Паланке, ударио на Баточину
и опустошио је, затим кренуо на Багрдан па и ту однео победу. Пошто се удружио с
јагодинским протом Јованом Миловићем, прокрстарио је Јагодинском, Крагујевачком и
Смедеревском нахијом, растурајући царски проглас и дижући народ на устанак. Његов
одред убрзо је нарастао на 500 бораца с којима је напао Крагујевац, попалио у њему
много турских кућа и побио доста Турака. Међутим, дубље у Србију није могао
продирати јер је оскудевао у муницији, а морао је надзирати и блокирати пут од
Београда ка Нишу, хватати турске курире и спречавати довоз хране и ратних потреба у
Београд.
Пошто се народ у Шумадији и источној Србији дизао против Турака, Кочин
одред се повећао на 1000 бораца с којима је он угрожавао и пресецао „царски друм” и
одбијао покушаје Турака да се из Београда пробију у унутрашњост, као и оних с југа, од
Ниша и Ћуприје, који су покушавали да дођу у помоћ Београду. У Багрданском теснацу,
после четворочасовне битке, са својих сада већ 1500 бораца 14. марта разбио је велики
турски транспорт с храном за Београд; на бојном пољу пао је београдски дефтердар са
200 погинулих и много рањених Турака а заплењено је 200 товарних коња с брашном,
дефтердаровим пртљагом и преписком. Плен је однет у ман. Јошаницу у који је Коча
поставио свој ратни стан. Сутрадан је поразио и одред Турака који су из Јагодине пошли
према његовом стану. Иако Јагодину није заузео, за извесно време сасвим је пресекао
везу између Ниша и Београда, што је био врхунац његовог четовања као самосталног
команданта фрајкора. Као награду цар Јосиф му је доделио чин капетана. Ускоро потом,
Дана 31. марта, после двочасовне борбе, са заставником Јованом Вујадиновићем опколио је и
разбио одред од 300 коњаника и 400 пешака турског команданта Кара-Хасана, који је из
Београда пошао да деблокира Багрдански теснац. Овог пута Коча је заробио неколико
угледних Турака и њихову преписку, док је око 70 њихових војника остало на бојишту.
За овај подвиг цар га је одликовао златном медаљом.
Кочин и Петров фрајкор био је у порасту, бројао је већ око 3000 бораца, али је
било тешко одржати дисциплину у њему без довољно муниције и хране. Пошто се нису
могли помирити с пресецањем пута Ниш-Београд, Турци су 4. априла са 400 коњаника
и 3000 пешака од Јагодине поново пошли на Кочу код Јошанице, успели да га потисну и
запале манастир, али се он ипак одржао на Морави и спречио их да пут према Београду
ставе под своју контролу. Ипак, десетак дана касније, Турци су успели да деблокирају
Багрдански теснац и да се са великим транспортом хране и муниције домогну Београда.
После недељу дана познати турски командант Дели Ахмет успео је да се из Београда
пробије према Нишу и потисне фрајкор, наневши му озбиљне губитке. Тада је дошло до
расула па се Коча са остатком људства 3. маја морао повући у Пожаревац па, преко
Дунава, у Ковин. Ту се суочио са оптужбама својих људи због самовоље и грамзивости
те је стављен под истрагу. Кад се тога ослободио, обновио је свој фрајкор, али у мањем
обиму него раније, и вратио се у област око Јагодине. Сада се нашао пред далеко јачим
турским снагама и није поновио раније успехе. Стога је добио задатак да брани леву
обалу Мораве код Кулича и маси становништва, које је бежало испред Турака ка
Дунаву, омогући прелазак на банатску страну. Овај положај убрзо је напустио и вратио
се у Банат те му је одузето самостално командовање. Са својом четом укључен је у
Српско-банатски фрајкор капетана Ј. Брановачког, у којем је признат за капетана I чете с
платом од 40 форинти месечно.

### Пораз и смрт
Пошто су велике турске војске од Софије, Приштине и Ниша кренуле према
северу, а српско становништво се дало у бекство, Брановачки и Коча одређени су да
пређу у Србију да би прикупљали обавештења о снази и кретању Турака, на које је
требало да врше и мање препаде и да уништавају усеве, као и да се придруже
браниоцима Кулича, које су Турци угрожавали од Смедерева. Но, Коча се није појавио
код Кулича него се задржао подаље од њега, да би ускоро био одсечен од Дунава. Тек
се средином августа пребацио у Банат и по други пyт стављен је под истрагу која није
окончана јер су Турци, изненада, 7. августа прешли Дунав и почели да крстаре и
пљачкају по јужном Банату. У општој пометњи на ратишту и у његовој банатској
позадини команданту фрајкора Брановачком наређено је да Кочину чету упути на Дунав
у Брзаску у којој се налазило нешто мало влашких (румунских) граничара који су се
приклањали Турцима. Турци су напали на Брзаску 7. септембра и разбили чету а Кочу
заробили и, како изгледа, код Текије набили на колац. После Кочине смрти команду над Кочином Крајином је као подвојвода преузео Јован Брановачки.
По његовом имену народ је овај крај и читав тај рат назвао Кочина крајина, јер је народ са одушевљењем прилазио Кочи, прихватајући ову борбу као могући начин ослобођења од Турака.

## Значај
У српском народу остало је сећање на Кочу капетана и његово ратовање које су и
народ и историографија назвали Кочина крајина.
Осим њега у овом рату су се истакли као његови саборци капетан Радич Петровић из Сиоковца, капетан Марјан Јовановић из Ланишта, командант Станко Арамбашић из Колара, Јован Новаковић, Живко Миленковић и други.
У знак сећања, његово родно место Пањевац код Јагодине је тридесетих година двадесетог века променило назив у Кочино Село, а 1992. године су се Кочино Село и Текија побратимили.